# Stor frytle
Stor Frytle (Luzula sylvatica) er en 50-80 cm høj urt, der i Danmark vokser i løvskove, især på sandet bund. I haven kan Stor Frytle anvendes som en friskgrøn staude til skyggede steder. På grund af sine overjordiske udløbere kan den blive bestanddannende. Stor Frytle ligner græs, men tilhører siv-familien.

## Beskrivelse
Stor Frytle er en stedsegrøn flerårig urt med en tuedannende vækstform. Bladene er linieformede og helrandede. Langs randen ses tre rækker randhår. Begge sider er mørkegrønne. Blomstringen sker i maj og juni. Blomsterstænglerne hæver sig højt op over bladtuen. De endestillede blomster er regelmæssige og brune med tre bægerblade, tre kronblade, tre støvdragere osv. Frugten er en énrummet kapsel med 3 store frø, som spredes af myrer. Frøene modner godt og spirer villigt.
Dens rod består af en kort rodstok, som bærer bladene og de mange, grove trevlerødder.
Højde x bredde og årlig tilvækst: 0,30 x 1 m (30 x 5 cm/år), blomsterstænglerne er dog op til 75 cm høje.

## Voksested
Stor Frytle gror hist og her i Østjylland, hvor den findes i løvskove og krat, især på sandet bund. Den er sjælden i Nord- og Vestjylland, og den er kun kendt fra få steder på Fyn, Sjælland og Møn.
| Portal | Portal:Botanik |